# Смешанные облака
Смешанные облака — холодные облака, включающие водяной пар, капли жидкой воды сферической формы и ледяные кристаллы.
Это плотные участки облаков (обычно серого цвета), расположенные в их среднем ярусе (от 2 до 7 км — в умеренных широтах; от 2 до 4 км — в полярных и от 2 до 8 км — в тропических широтах). Через такие облака не просвечивают Солнце и Луна.
К смешанным облакам также относятся слоисто-дождевые облака — плотные свинцовые или темно-серые облака, из которых обязательно выпадают осадки: идет или обложной дождь, или обложной снег. Солнце и Луна сквозь них также не просвечивают.
Согласно данным исследователя облаков А. М. Боровикова, смешанные и капельные холодные облака встречаются намного чаще и живут несопоставимо дольше, чем предсказывают теоретические расчёты и лабораторные опыты. Также это подтверждают более совершенные современные наблюдения.
Почти все холодные облака содержат одновременно лед и воду, то есть принадлежат к числу смешанных. После подробного анализа были выделены 3 базовых типа фазово-дисперсной структуры холодных облаков. В зависимости от приземной температуры, смешанные облака типа C2 — это наиболее вероятный источник осадков в виде снегопада или дождя.